# 中島康典
中島 康典（なかじま やすのり、1937年9月7日 - ）日本の経営学者。専門は不動産学。専門分野は、土地評価論、資産評価論。不動産鑑定士。元明治大学教授。日本不動産研究所顧問。東京出身
1961年、慶應義塾大学経済学部卒業。1963年、慶應義塾大学法学部卒業。財団法人日本不動産研究所入所。1972年、同システム開発部鑑定役。1990年、同システム開発部長。1992年、同理事。1995年、財団法人土地情報センター理事。1998年、財団法人日本不動産研究所理事・研究部長。1999年、同常務理事。1999年11月に日本不動産学会実務著作賞受賞。2001年、日本大学工学部建築学科客員講師（不動産鑑定評価論担当）。2002年、財団法人日本不動産研究所顧問。国土交通省土地鑑定委員会不動産鑑定士試験制度小委員会委員長。日本不動産鑑定協会副会長。2004年、明治大学大学院グローバル・ビジネス研究科教授（不動産鑑定評価論・不動産価格分析論ほか担当）。2008年、明治大学定年退職。LEC東京リーガルマインド大学総合キャリア学部客員教授。2010年、同退職。
この他に、国土交通省不動産鑑定基準検討委員会委員、不動産コンサルティング技能試験試験委員や不動産鑑定士試験第二次試験委員なども務めた。
。

## 著書
- 『不動産関係法令質疑応答集』（分担執筆、第一法規出版、1971年）
- 『新しい不動産業の経営戦略』（共訳、住宅新報社、1979年）
- 『ベーシック不動産入門』（分担執筆、日本経済新聞社、1989年初版・2011年第4版）
- 『現代借地・借家の法律実務〈2〉』（分担執筆、ぎょうせい、1994年）
- 『裁判実務大系 (23)借地借家訴訟法』（分担執筆、青林書院、1995年）
- 『不動産分析 : 意思決定のプロセス』（共訳、清文社、1995年）
- 『アメリカ不動産鑑定評価論』（共訳、住宅新報社、1995年）
- 『固定資産税のシステム評価：その理論と実務のすべて』（監修、ぎょうせい、1999年）